# Poronajskij rajon
Il Poronajskij rajon (in russo Поронайский городской округ?) è un rajon dell'Oblast' di Sachalin, nell'Estremo oriente russo. Istituito il 15 giugno 1946, ha come capoluogo Poronajsk, ricopre una superficie di 7.280,2 km2 ed ospitava nel 2010 una popolazione di circa 9.500 abitanti.